# Maxi López
Maximiliano Gastón López (Buenos Aires, 3 april 1984) - alias Maxi López - is een Argentijns voetballer die doorgaans als aanvaller speelt. Hij verruilde Vasco da Gama in augustus 2017 voor FC Crotone.

## Clubvoetbal
Maxi López' profloopbaan begon bij River Plate, waarvoor hij in 2001 op 16-jarige leeftijd debuteerde in het eerste team. Met River Plate won hij in 2002, 2003 en 2004 de Clausura-titel.
In januari 2005 vertrok Maxi López voor zes miljoen euro naar FC Barcelona, waar hij de langdurig geblesseerde Henrik Larsson moest vervangen. Zijn eerste wedstrijd in de UEFA Champions League was de heenwedstrijd van de achtste finale tegen Chelsea FC. Maxi López kwam daarin bij een 0-1-achterstand als vervanger van Ludovic Giuly in het veld. Vervolgens maakte de Argentijn de gelijkmaker en gaf hij de assist voor het beslissende doelpunt van Samuel Eto'o, waardoor FC Barcelona alsnog met 2-1 won. Vanwege de rentree van Larsson en de doorbraak van Lionel Messi, moest Maxi López in het seizoen 2005/2006 vaak genoegen nemen met een plaats op de reservebank of de tribune. Om meer aan spelen toe te komen, stemde de Argentijn in met een jaar op huurbasis bij RCD Mallorca.
Na de komst van Thierry Henry in 2007 bij FC Barcelona was er opnieuw geen plaats voor Maxi López bij Barça en werd hij voor twee miljoen euro verkocht aan FC Moskou. Dat verhuurde hem na een jaar aan Gremio.

## Clubstatistieken
| seizoen | Club           | Land                | Competitie       | Duels | Goals |
| ------- | -------------- | ------------------- | ---------------- | ----- | ----- |
| 2001/02 | River Plate    | Vlag van Argentinië | Primera División | 17    | 1     |
| 2002/03 | River Plate    | Vlag van Argentinië | Primera División | 6     | 1     |
| 2003/04 | River Plate    | Vlag van Argentinië | Primera División | 17    | 6     |
| 2004/05 | River Plate    | Vlag van Argentinië | Primera División | 16    | 5     |
| 2004/05 | FC Barcelona   | Vlag van Spanje     | Primera División | 8     | 0     |
| 2005/06 | FC Barcelona   | Vlag van Spanje     | Primera División | 6     | 0     |
| 2006/07 | → RCD Mallorca | Vlag van Spanje     | Primera División | 29    | 3     |
| 2007/08 | FC Moskou      | Vlag van Rusland    | Premjer-Liga     | 23    | 9     |
| 2009    | → Gremio       | Vlag van Brazilië   | Série A          | 25    | 12    |
| 2009/10 | Catania        | Vlag van Italië     | Serie A          | 17    | 11    |
| 2010/11 | Catania        | Vlag van Italië     | Serie A          | 35    | 8     |
| 2011/12 | Catania        | Vlag van Italië     | Serie A          | 14    | 3     |
| 2011/12 | → AC Milan     | Vlag van Italië     | Serie A          | 8     | 1     |
| 2012/13 | → UC Sampdoria | Vlag van Italië     | Serie A          | 17    | 4     |
| 2013/14 | Catania        | Vlag van Italië     | Serie A          | 12    | 1     |
| 2013/14 | → UC Sampdoria | Vlag van Italië     | Serie A          | 11    | 1     |
| 2014/15 | Chievo Verona  | Vlag van Italië     | Serie A          | 13    | 1     |
| 2014/15 | Torino         | Vlag van Italië     | Serie A          | 18    | 8     |
| 2015/16 | Torino         | Vlag van Italië     | Serie A          | 26    | 4     |
| 2016/17 | Torino         | Vlag van Italië     | Serie A          | 16    | 2     |
| 2017/18 | Udinese        | Vlag van Italië     | Serie A          | 28    | 2     |
| 2018    | Vasco da Gama  | Vlag van Brazilië   | Série A          | 19    | 7     |
| 2019    | Vasco da Gama  | Vlag van Brazilië   | Série A          | 5     | 2     |
| 2019/20 | FC Crotone     | Vlag van Italië     | Serie B          | 0     | 0     |
| Totaal  | Totaal         | Totaal              | Totaal           | 386   | 92    |

## Erelijst
| Competitie                          |             |                  |             |             |
| Competitie                          | Aantal      | Jaren            |             |             |
| River Plate                         | River Plate | River Plate      | River Plate | River Plate |
| ----------------------------------- | ----------- | ---------------- | ----------- | ----------- |
| Primera División (Winnaar Clausura) | 3x          | 2002, 2003, 2004 |             |             |
| FC Barcelona                        |             |                  |             |             |
| UEFA Champions League               | 1x          | 2005/06          |             |             |
| Primera División                    | 2x          | 2004/05, 2005/06 |             |             |
| Supercopa de España                 | 1x          | 2006             |             |             |